# Bohuslav Havránek
Bohuslav Havránek (30. ledna 1893 Praha – 2. března 1978 Praha) byl český filolog, slavista, bohemista, balkanolog, paleoslovenista, rusista, lexikograf, literární historik, dialektolog, textolog, editor staročeských literárních památek a vysokoškolský pedagog.

## Život
Narodil se v rodině středoškolského profesora Antonín Havránka (1861–1903) a jeho manželky Anny, rozené Wittichové (1861-??). Byl prostřední ze tří dětí.
Po maturitě na pražském Akademickém gymnáziu (1912) vystudoval na Filozofické fakultě Univerzity Karlovy češtinu a latinu (1913–1917), souběžně slovanskou, klasickou, baltskou a staroindickou filologii. Doktorát získal v roce 1917 (disertační práce Skladba zvratných sloves slovanských, zvláště českých), po skončení války strávil jeden semestr na Bělehradské univerzitě. V letech 1917–1929 působil jako středoškolský profesor na gymnáziích v Praze (Truhlářská a Dušní ul.), zároveň pracoval v Kanceláři Slovníku jazyka českého při ČAVU. V roce 1926 se podílel na založení Pražského lingvistického kroužku, v dalších letech byl spolutvůrcem jeho jazykovědné teorie i metodologie.
Na FF UK se habilitoval v roce 1928 pro obor srovnávací slovanské jazykovědy prací Genera verbi ve slovanských jazycích, od 1928 docent, mimořádný (1929) a od roku 1934 řádný profesor téhož oboru na Filozofické fakultě Masarykovy univerzity v Brně (1939–1940 a 1945 stál v jejím čele ve funkci děkana).
V době svého působení v Brně se sblížil s představiteli Levé fronty. Ve třicátých letech 20. století se stal předsedou Společnosti pro styky s SSSR v Brně a zůstal jím až do jejího rozpuštění v roce 1939. Spolu s dalšími levicově orientovanými intelektuály podepsal v roce 1938 manifest Věrni zůstaneme, který měl mobilizovat českou společnost proti nacistické agresi. V roce 1945 se stal na návrh KSČ členem Revolučního ústředního národního výboru v Brně jako bezpartijní. Později vstoupil do komunistické strany, kde zastával řadu funkcí, mimo jiné jako člen akčních výborů Národní fronty. V roce 1946 podepsal manifest Májové poselství kulturních pracovníků k českému lidu, vyjadřující podporu politice KSČ. V roce 1948 podepsal výzvu prokomunistické inteligence Kupředu, zpátky ni krok!, jež byla vydána dne 25. února 1948 pro podporu komunistického převratu. I v období normalizace po roce 1968 zůstal prověřeným členem komunistické strany.
V roce 1945 byl povolán na FF UK v Praze, kde jako řádný profesor zpočátku vykonával funkci náměstka ředitele semináře a prosemináře pro slovanskou filologii, od roku 1950 vedl katedru českého jazyka, obecného jazykozpytu a fonetiky, ve čtyřech funkčních obdobích (1948–1954) byl jejím děkanem a v letech 1953–1961 také rektorem pražské Vysoké školy ruského jazyka.
Stál u zrodu Ústavu pro jazyk český, v období 1946–1964 byl jeho ředitelem, následně téměř až do konce života předním vědeckým pracovníkem.
Ve funkci místopředsedy vládní komise v roce 1952 spoluzakládal Československou akademii věd, od téhož roku se stal jejím řádným členem.
Zastával četné společenské a kulturně-politické funkce, byl předsedou Československého komitétu slavistů, místopředsedou Mezinárodního komitétu slavistů, členem Comité International Permanent des Linguistes, Société linguistique de Paris, International Linguistic Association, Societas Linguistica Europaea. Patřil k významným organizátorům vědeckého života své doby a vůdčím osobnostem české jazykovědy 20. století, pohřben byl na Olšanských hřbitovech.

## Ocenění
Jeho zásluhy ve vědních oborech srovnávací slovanská jazykověda a bohemistika byly oceněny řádným členstvím v České akademii věd a umění (11. prosince 1940, mimořádným členem byl zvolen 25. 5. 1938) a Královské české společnosti nauk (řádný člen od 18. července 1945, dopisujícím se stal 9. 1. 1939), zahraniční členství mu dále udělily bulharská, srbská, německá a saská akademie věd a Jihoslovanská akademie věd a umění v Záhřebu, čestné doktoráty Univerzita Jana Evangelisty Purkyně v Brně, Univerzita Palackého v Olomouci, univerzita v Lipsku a Jagellonská univerzita v Krakově. Byl nositelem Řádu republiky, státní ceny Klementa Gottwalda, zlaté čestné plakety ČSAV „Za zásluhy o vědu a lidstvo“, medaile J. A. Komenského, čestné plakety Josefa Dobrovského a bulharského Řádu Cyrila a Metoděje.

## Dílo
Těžiště rozsáhlé a mnohostranné vědecké, badatelské, popularizační i publicistické činnosti akademika Bohuslava Havránka, podnětně zasahující do všech oblastí obecné jazykovědy, lingvistické teorie a slavistiky, představovalo především zevrubné zkoumání českého jazyka. Jeho bohemistické práce byly zaměřeny na problematiku spisovného jazyka, jazykové kultury, vývoje češtiny i českých nářečí, sepsal mluvnice češtiny a pravidla českého pravopisu. Popsal jazyk Boženy Němcové, Jana Husa, Jana Amose Komenského, Karla Hynka Máchy a Aloise Jiráska, spolupracoval na vydání řady staročeských literárních památek (Dalimilova kronika, Hradecký rukopis, výbory z české literatury od počátků do konce doby husitské). Jako jeden z členů Pražského lingvistického kroužku byl čelným představitelem a spolutvůrcem českého jazykovědného strukturalismu, mezinárodně proslulého pod významově širším názvem pražská lingvistická škola, který měl vliv také na vývoj české estetiky a literární vědy. Publikoval studie a statě o předních osobnostech české lingvistiky, psal o budování a činnosti Ústavu pro jazyk český.
Jeho slavistické dílo, vydané z velké části časopisecky a ve sbornících, bylo zaměřeno zejména na komparatistický výzkum vztahů mezi slovanskými jazyky a jejich nářečími, sahající od praslovanštiny až k problematice jednotlivých současných spisovných jazyků, se zvláštním zřetelem k fonologii, slovotvorbě, morfologii a syntaxi. Zabýval se také paleoslovenstickými, lexikologickými a balkanistickými otázkami i obecnějšími problémy slovanské filologie a lingvistiky.
Byl výraznou osobností na poli české lexikografie, autorsky a organizačně se podílel na vydávání Příručního slovníku jazyka českého, Slovníku spisovného jazyka českého, Slovníku jazyka staroslověnského, Staročeského slovníku a Velkého česko-ruského slovníku. V roce 1935 založil a až do svého skonu vedl vědecký časopis věnovaný otázkám teorie a kultury jazyka Slovo a slovesnost, jako redaktor a člen redakčních rad působil v odborných časopisech Acta Linguistica Hafniensia (Kodaň), Byzantinoslavica, Naše věda, Naše řeč, Slavia, Slovanský přehled, Word (New York), Zeitschrift für Phonetik (Berlín), autorsky přispěl do Masarykova slovníku naučného, Československé vlastivědy (hesla Nářečí česká, Vývoj spisovného jazyka českého) a mnoha slavistických sborníků. V letech 1950–1961 byl hlavním redaktorem Spisů Boženy Němcové, k jeho spolupracovníkům patřili tehdejší přední čeští lingvisté a literární vědci. V poválečných letech byl ovlivněn stalinskou ideologií, která se promítla i do některých jeho prací.

## Publikace
- Genera verbi v slovanských jazycích I, 1926
- Linguistika obecná, indoevropská, slovanská a česká, 1930
- Genera verbi v slovanských jazycích II, 1937
- Staročeská literatura v hlaholském písemnictví charvatském; Expanse spisovné češtiny od 14. do 16. století, 1939
- Strukturalismus – Strukturální estetika – Strukturální linguistika – Strukturální věda o literatuře, 1940
- O básnickém jazyce, 1947
- Česká mluvnice – základní jazyková příručka, 1951, spolu s Aloisem Jedličkou
- Stručná mluvnice česká pro střední školu, 1952, spolu s Aloisem Jedličkou
- Studie o spisovném jazyce, 1963
- Vývoj českého spisovného jazyka, 1980